# Girls/Girls/Boys
Girls / Girls / Boys est une chanson du groupe de rock américain Panic! at the Disco. Il est sorti en tant que troisième single de leur quatrième album studio, Too Weird to Live, Too Rare to Die!, le 7 octobre 2013. Le clip de la chanson, réalisé par DJay Brawner, est également sorti le lendemain. C'était aussi le dernier single sorti alors que le batteur Spencer Smith faisait partie du groupe.

## Écriture et composition
Girls / Girls / Boys a été co-écrit par Brendon Urie et Dallon Weekes. Les paroles ont été décrites comme « osées ». La chanson dépeint un triangle amoureux compliqué par l'attirance d'une des femmes pour les femmes, décrite par Urie dans une interview comme étant « barsexuelle » (une personne qui ne flirte avec l'autre genre que dans des contextes de fêtes et/ou d'ébriété) plutôt que bisexuelle,. Dans une interview de 2018 avec Paper, Urie a déclaré que la chanson était un souvenir de sa première expérience à trois.
La ligne de basse de Girls / Girls / Boys est interprétée par Weekes, qui a été comparé au bassiste de Duran Duran, John Taylor.

Dans une interview avec Bass Player en décembre 2013, Weekes a commenté la ligne de basse de la chanson. 
"J'ai écrit ça tout seul, et personne ne voulait vraiment l'utiliser pour l'album. J'allais en fait le donner à un de mes amis du groupe Neon Trees pour qu'il l'utilise. Mais au fur et à mesure que nous avancions dans l'écriture, j'ai essayé de comprendre ce que j'aimais tant dans la chanson, et j'ai réalisé que c'était la ligne de basse. Alors j'en ai tiré ça, et nous avons fini par écrire une chanson totalement différente autour d'elle."

## Clip vidéo
Le clip de Girls / Girls / Boys a été réalisé par DJay Brawner et sorti le lendemain du single. La vidéo a été comparée au clip vidéo de D'Angelo, Untitled (How Does It Feel), qu'Urie a cité comme source d'inspiration pour la vidéo. La vidéo utilise le même fond noir que Untitled, et se fait également en un seul plan, reculant pour montrer un Urie nu, et s'arrêtant juste avant de montrer la région pubienne ; il y a eu une rumeur selon laquelle il portait un pantalon très bas. Une director's cut du clip vidéo est sortie le 28 juillet 2014. La version est identique à l'original, sauf qu'elle comprend deux femmes qui s'embrassent et touchent fortement le chanteur vers la fin de la vidéo.